# カラシュ語
カラシュ語（カラシュご）はインド・ヨーロッパ語族インド・イラン語派ダルド語群チトラル諸語に属する言語である。カラシャ語、チトラル・カラシャ語、カラシャ・モンドル、カラシャ・ムン、カラシャ・モンとも呼ばれる。インド・イラン語派のヌーリスターン語派のワイガル語もカラシャ・アラというが、チトラル諸語に属するこの言語（カラシャ・ムン）の方をカラシュ語、カラシャ語という。区別のため、ワイガル語はヌーリスターン・カラシャ語ともいう。カラシュ語はパキスタンのカイバル・パクトゥンクワ州チトラルのブンブレト、ビビル渓谷、ルンブルのカラシュ人により話されている。